# Camargo (Bolivie)
Camargo est l’agglomération principale du Municipio de Camargo, département de Chuquisaca en Bolivie, et le chef-lieu de la province de Nor Cinti. Elle s’est d’abord appelée Pazpaya et Villa Santiago, et a pris en 1827 le nom du guerrillero José Vicente Camargo, qui combattit dans la région de Cinti de 1814 au 3 avril 1816.
Elle est située dans une vallée nord-sud à 2414m d’altitude sur les rives du Río Chico (Río Pilaya). La Ruta 1, route qui va de la frontière péruvienne à la frontière argentine, passe à proximité. La population s’élevait à 5173 habitants en 2012.
Les activités économiques principales ont longtemps été la fruticulture, en particulier le raisin, la viticulture et l’élevage caprin.